# Гайд-Рок (Небраска)
Гайд-Рок (англ. Guide Rock) — селище (англ. village) в США, в окрузі Вебстер штату Небраска. Населення — 199 осіб (2020).

## Географія
Гайд-Рок розташований за координатами 40°4′25″ пн. ш. 98°19′44″ зх. д. / 40.07361° пн. ш. 98.32889° зх. д. (40.073706, -98.328803).  За даними Бюро перепису населення США в 2010 році селище мало площу 1,30 км², уся площа — суходіл.

## Демографія
Згідно з переписом 2010 року, у селищі мешкало 225 осіб у 109 домогосподарствах у складі 64 родин. Густота населення становила 173 особи/км².  Було 150 помешкань (115/км²).
Расовий склад населення:
| - 96,0 % — білих - 1,3 % — корінних американців |

До двох чи більше рас належало 2,7 %. Частка іспаномовних становила 4,9 % від усіх жителів.
За віковим діапазоном населення розподілялося таким чином: 19,1 % — особи молодші 18 років, 56,0 % — особи у віці 18—64 років, 24,9 % — особи у віці 65 років та старші. Медіана віку мешканця становила 50,5 року. На 100 осіб жіночої статі у селищі припадало 110,3 чоловіків;  на 100 жінок у віці від 18 років та старших — 106,8 чоловіків також старших 18 років.
Середній дохід на одне домашнє господарство  становив 38 980 доларів США (медіана — 34 167), а середній дохід на одну сім'ю — 44 193 долари (медіана — 35 625). За межею бідності перебувало 32,7 % осіб, у тому числі 52,7 % дітей у віці до 18 років та 13,6 % осіб у віці 65 років та старших.
Цивільне працевлаштоване населення становило 97 осіб. Основні галузі зайнятості: сільське господарство, лісництво, риболовля — 14,4 %, виробництво — 12,4 %, будівництво — 11,3 %, оптова торгівля — 10,3 %.